# Louis Quicherat
Louis Marie Quicherat,, född den 12 oktober 1799 i Paris, död där den 17 november 1884, var en fransk filolog, bror till Jules Quicherat.
Quicherat var skolman och bibliotekarie vid S:te Geneviève samt blev 1864 ledamot av Institutet. Quicherat författade många ordböcker (Dictionnaire latin-français, 1844; mer än 40 upplagor, Dictionnaire français-latin, 1858, mer än 35 upplagor; med flera), versläror (Traité de versification latine, 1826, mer än 20 upplagor; Nouvelle prosodie latine, 1839, mer än 30 upplagor; Traité de versification française, 1838, 2:a upplagan 1850) och andra filologiska arbeten (Mélanges de philologie, 1879, med mera).